# Dörentrup
Dörentrup là một đô thị ở huyện Lippe, bang Nordrhein-Westfalen, Đức. Diện tích là 49,79 km² và dân số khoảng 8.600 người (2007).